# ورقاء بن زهير
ورقاء بن زهير بن جذيمة بن رواحة العبسي شاعر جاهلي من الفرسان. حضر مقتل أبيه وأراد الفتك بقاتله خالد بن جعفر الكلابي، فضربه بالسيف ضربات أصابت درع خالد ولم تنفذ إلى جسمه. 
  فقال ورقاء:
وفي ذلك يقول الفرزدق: